# Philosophische Ästhetik
Die philosophische Ästhetik ist die Theorie der ästhetischen Phänomene in ihrer Gesamtheit. Sie unterliegt wie kaum eine andere philosophische Disziplin sehr unterschiedlichen Einschätzungen. Während man ihr auf der einen Seite einen massiven Bedeutungsverlust attestiert, wird andererseits der Anspruch erhoben, sie beerbe dasjenige, was traditionell die „Erste Philosophie“ genannt wurde.
Diese Unklarheit spiegelt sich auch in ihrem Gegenstandsbereich wider, der von Anfang an umstritten war. Bis zum 19. Jahrhundert waren dies das Schöne, das Erhabene, die Kunst oder die sinnliche Erkenntnis. All diese Definitionsversuche werden in der Gegenwart von zahlreichen Philosophen als inadäquat angesehen.
Der Gegenstandsbereich der philosophischen Ästhetik überschneidet sich mit dem anderer wissenschaftlicher Disziplinen wie der Psychologie, Soziologie, Musikwissenschaft, Literaturwissenschaft, Kunstgeschichte und Kunstkritik. Gegenüber diesen unterscheidet sich die philosophische Ästhetik aber in ihren Fragestellungen und den Methoden. Ihre Fragestellungen sind von allgemeiner Natur; sie untersucht das Phänomen des Ästhetischen im Allgemeinen; es ist nicht ihre Aufgabe einzelne ästhetische Gegenstände zu analysieren und zu bewerten. Die philosophische Ästhetik ist keine empirische Disziplin; sie entscheidet ihre Fragen nicht durch Beobachtung und Experiment, sondern durch Analyse der allgemein verwendeten ästhetischen Begriffe.

## Begriffsgeschichte
Der Begriff Ästhetik wurde erstmals von Alexander Gottlieb Baumgarten in seinem 1750 veröffentlichten Werk Aesthetica eingeführt, wo er Ästhetik als die „Wissenschaft von der sinnlichen Erkenntnis“ definierte. Mit „sinnlicher Erkenntnis“ meinte Baumgarten die Erkenntnis durch die sinnliche Wahrnehmung. Baumgarten wird darum häufig als Begründer der „philosophischen Ästhetik“ angesehen, obwohl sich schon in der Antike Philosophen wie Platon und Aristoteles mit dem Thema beschäftigten.
Die heutige Ästhetik hat drei Wurzeln:
Seit Georg Wilhelm Friedrich Hegel versteht sie sich vor allem als Philosophie der Kunst. Nach einer zweiten Bestimmung ist sie Theorie des Schönen, und nachdem im 18. Jahrhundert zuerst das Erhabene und dann das Prächtige, Elegante, Anmutige sowie auch das Hässliche, Groteske etc. als weitere Themen hinzukamen, allgemein eine Theorie ästhetischer Werte, ihrer Erfahrung und Beurteilung.
Das Wort „Ästhetik“ wurde von Alexander Gottlieb Baumgarten geprägt, der in seiner Dissertation Meditationes philosophicae de nonnullis ad poema pertinentibus (1735) das Programm einer Ästhetik als einer eigenen philosophischen Disziplin entwarf. Sein Fragment gebliebenes Hauptwerk Aesthetica ist der Versuch, dieses Programm systematisch auszuführen. Baumgarten wollte der Logik, die er als Lehre von der Verstandeserkenntnis begriff, eine Lehre von der sinnlichen Erkenntnis, der Aisthesis zur Seite stellen. Er war einer der ersten, die gegenüber der einseitigen Wertschätzung rationaler, begrifflicher Erkenntnis in der Aufklärung den Eigenwert und die besondere kognitive Leistung sinnlich anschaulichen Erlebens betonten. Zu einer solchen Ästhetik gehörte für ihn auch eine Theorie des Ausdrucks solcher sinnlicher Erkenntnis. Er betonte, dass für die Vermittlung sinnlicher Erkenntnis die Form ihres Ausdrucks sehr viel wichtiger sei als im Fall der Verstandeserkenntnis.
Diese drei Bestimmungen der Ästhetik als Theorie des Schönen, der Kunst und der sinnlichen Erkenntnis hängen historisch eng miteinander zusammen. Für Hegel fiel die Philosophie der Kunst im Wesentlichen mit einer Theorie des Schönen zusammen, da Schönheit für ihn ein wesentliches Merkmal von Kunstwerken darstellte. Für Baumgarten war die ästhetische Erfahrung das zentrale Thema der Theorie sinnlicher Erkenntnis. Seine Ästhetik sollte insbesondere die Grundlage für eine Theorie der schönen Künste liefern.
Seit dem 19. Jahrhundert wurden diese Theorien jedoch als inadäquat bezeichnet, da sie entweder nicht alle Bereiche der Ästhetik beinhalten oder gar Sachverhalte beschreiben, die über die Ästhetik hinausgehen. In der Analytischen Philosophie werden heute als wesentliche Aufgaben der philosophischen Ästhetik die Klärung ihrer zentralen Begriffe wie „ästhetisches Erlebnis“, „ästhetischer Gegenstand“ und „ästhetische Eigenschaft“ angesehen.

## Gegenstände der philosophischen Ästhetik

### Probleme der traditionellen Definitionen

#### Theorie der Kunst
Die erste traditionelle Definition der Ästhetik als Theorie der Kunst wird häufig als zu eng kritisiert. Zwar mache die Kunst einen wesentlichen Bestandteil der Ästhetik aus, da viele ästhetische Erlebnisse auf Kunstwerken basieren. Es gebe aber auch ästhetische Erfahrungen, welche nicht ausschließlich durch Kunstwerke hervorgerufen werden. Hierzu zählen Ereignisse in der Natur, die in der ästhetischen Literatur oft „das Naturschöne“ genannt werden. Z. B. kann durch einen Regenbogen ein ästhetisches Erlebnis ausgelöst werden, obwohl er ausschließlich durch natürliche Umstände entstanden ist. Aber auch alltägliche Dinge wie z. B. ein liebevoll gedeckter Frühstückstisch können auf den Betrachter ästhetisch wirken.

#### Theorie des Schönen

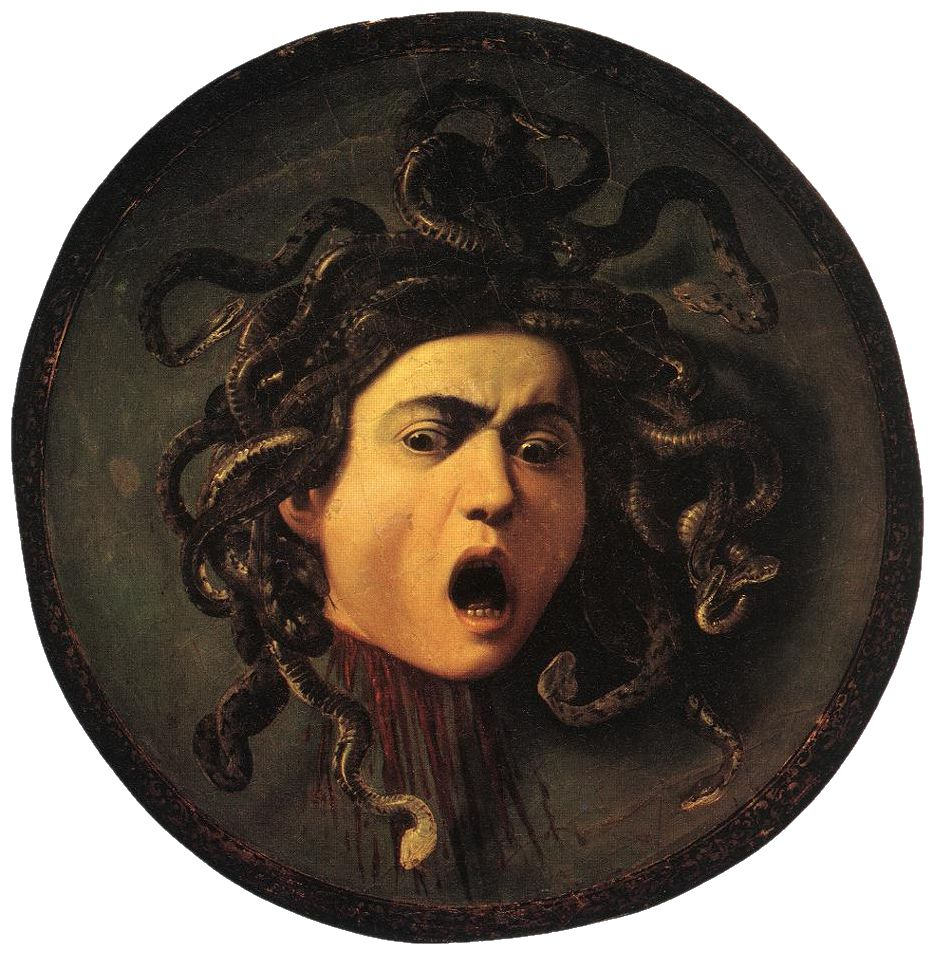
Caravaggios Gemälde „Medusa“ gilt zwar nicht als schön, aber trotzdem als Kunstwerk.

Gegen die traditionelle Auffassung der Ästhetik als Theorie des Schönen wird vorgebracht, dass es ästhetisch relevante Fragen gebe, die nichts mit Schönheit zu tun haben wie z. B. das Problem der Authentizität von Aufführungen, oder das Problem der Beziehung zwischen Originalen und Fälschungen. Zum anderen können auch nicht-schöne Gegenstände Gegenstand der Ästhetik sein. So werden in der Kunst viele Gegenstände allgemein als Kunstwerke anerkannt, die nicht als schön oder sogar als hässlich gelten (z. B. Caravaggios Gemälde Medusa, die Arbeiten der Wiener Aktionisten in den 1960er Jahren, die Bilder Gottfried Helnweins, die Karikaturen von Manfred Deix). Weiterhin wird eingewandt, dass es neben „schön“ und „hässlich“ noch andere Eigenschaften von Gegenständen gebe, die uns ästhetisch berühren können wie z. B. „anmutig“, „erhaben“, „anrührend“, „poetisch“, „kitschig“, „sinnlich“, „ausdrucksstark“, „seicht“, „langweilig“, „humorvoll“.

#### Theorie des Erhabenen
Während Kant den Begriff des Erhabenen allein für übermächtige Naturphänomene verwendete, hat Edmund Burke mit seiner Schrift Philosophische Untersuchung über den Ursprung unserer Ideen vom Erhabenen und Schönen (1757) neben dem Schönen das Erhabene als zweite Grundkategorie der Ästhetik eingeführt.

#### Theorie der sinnlichen Erkenntnis
An der historisch sehr wirkmächtigen Bestimmung der sinnlichen Erkenntnis als Gegenstand der Ästhetik wird kritisiert, dass sie zum einen zu weit sei, da nicht jedes Wahrnehmungserlebnis ein ästhetisches Erlebnis ist, da die Erkenntnis ästhetischer Qualitäten nur einen von vielen Aspekten der Sinneswahrnehmungen ausmache. Zum anderen sei diese Definition aber zu eng, da nicht jedes ästhetische Erlebnis auf einem Wahrnehmungserlebnis beruhe. So hätten z. B. literarische Texte ästhetische Qualitäten (wie zum Beispiel Spannung, Poesie und Witz), die nur zum Teil auf Sinnesqualitäten zurückgeführt werden können.

### Moderne Definitionen
Maria Reicher definiert Ästhetik als „Theorie der ästhetischen Erfahrung, der ästhetischen Gegenstände und der ästhetischen Eigenschaften“.
Eine ästhetische Erfahrung ist dabei eine Erfahrung, die „das Erfassen einer ästhetischen Eigenschaft einschließt“, ein ästhetischer Gegenstand ein Gegenstand, der „(mindestens) eine ästhetische Eigenschaft hat“.

## Ästhetische Erfahrungen

### Bestandteile ästhetischer Erfahrungen
| Komponenten der ästhetischen Erfahrung | Grund der ästhetischen Erfahrung         |
| -------------------------------------- | ---------------------------------------- |
| Wahrnehmung                            | Eigenschaften des wahrgenommenen Objekts |
| Wahrnehmung                            | Einstellungen des wahrnehmenden Subjekts |
| Wahrnehmung + ästhetisches Gefühl      | Eigenschaften des wahrgenommenen Objekts |
| Wahrnehmung + ästhetisches Gefühl      | Einstellungen des wahrnehmenden Subjekts |

Es ist umstritten, ob sich ästhetische Erfahrungen von nicht-ästhetischen Erfahrungen unterscheiden. Eine Reihe von Ästhetikern ist der Ansicht, dass ästhetische Erfahrungen Wahrnehmungserlebnisse sind. Nach dieser Ansicht kann es eine bestimmte ästhetische Erfahrung ohne eine gleichzeitig stattfindende Sinneswahrnehmung nicht geben. Art und Intensität des ästhetischen Erlebnisses hängen von den betreffenden Sinneswahrnehmungen ab. Eine Veränderung der Sinneswahrnehmungen zieht eine Veränderung des ästhetischen Erlebnisses nach sich.
Kritiker dieser Ansicht argumentieren, dass nicht jeder ästhetischen Erfahrung ein Wahrnehmungserlebnis zugrunde liegen muss. So seien z. B. die mit dem Lesen verbundenen Sinneswahrnehmungen nicht direkt verantwortlich für die ästhetischen Erlebnisse, die man beim Lesen hat.
Viele Ästhetiker vertreten dagegen die Auffassung, dass ästhetische Erlebnisse eine komplexe Struktur aufweisen und neben der Wahrnehmung noch ein „ästhetisches Gefühl“ als psychisches Phänomen hinzukommen muss. Meist werden mindestens zwei verschiedene ästhetische Gefühle unterschieden: ein positives („Gefallen“) und ein negatives („Missfallen“). Diskutiert wird dabei, ob ästhetische Gefühle gegenüber anderen Gefühlen eine besondere Qualität aufweisen, die sie zu ästhetischen Gefühlen macht. Gibt es z. B. einen qualitativen Unterschied zwischen einem ästhetischen (z. B. mir gefällt ein Bild) und einem moralischen Gefallen (z. B. mir gefällt ein bestimmtes Verhalten meines Kindes)? Eine damit zusammenhängende Frage ist, ob den verschiedenen ästhetischen Erfahrungen jeweils verschiedene ästhetische Gefühle entsprechen. Korrespondieren zwei unterschiedliche ästhetische Erfahrungen – wie z. B. eine Anmuts- und eine Harmonieerfahrung – jeweils mit unterschiedlichen Gefühlen oder ist der Unterschied nur in der jeweils wahrgenommenen ästhetischen Eigenschaft begründet?

### Subjektive und objektive Erklärung der ästhetischen Erfahrung
Neben den Komponenten einer ästhetischen Erfahrung ist die Herkunft ihres spezifisch ästhetischen Charakters umstritten. Es existieren dazu objektive und subjektive Modelle ästhetischer Erfahrung, wobei diese auch in Kombination auftreten können. Nach den objektiven Modellen unterscheiden sich ästhetische Erfahrungen von nicht-ästhetischen durch die Eigenschaften ihrer Gegenstände. So ist es z. B. die Eigenschaft einer Landschaft, schön oder trist zu sein. Subjektive Modelle dagegen erklären den spezifischen Charakter einer ästhetischen Erfahrung – wie z. B. die Schönheit oder Tristheit einer Landschaft – durch die (ästhetische) Einstellung des wahrnehmenden Subjekts.

#### Interesseloses Wohlgefallen und psychische Distanz
In der philosophischen Ästhetik wurde immer wieder versucht, über das Besondere der ästhetischen Einstellung Klarheit zu gewinnen.
Berühmt ist die von Immanuel Kant stammende Charakterisierung der ästhetischen Einstellung als „interesseloses Wohlgefallen“ (vgl. Immanuel Kant: AA V, 265). Neuere Vertreter ähnlicher Theorien sind Edward Bullough, Marshall Cohen, Sheila Dawson sowie Jerome Stolnitz. Das interesseloses Wohlgefallen ist durch unser Interesse an einer Sache um ihrer selbst willen, nicht als Mittel zur Erreichung irgendwelcher Ziele gekennzeichnet. Es wird oft auch als „kontemplative Einstellung“ bezeichnet. Eine ähnliche Auffassung beschreibt die Charakterisierung der ästhetischen Einstellung als „psychische Distanz“ zu einer Sache. Dieser Begriff legt den Schwerpunkt der ästhetischen Einstellung auf die Abwesenheit von Wollen und Begehren.
Für Kritiker wie George Dickie
ist die Einstellung des interesselosen Wohlgefallens unmöglich, weil jedes Gefallen unausweichlich ein Interesse in Bezug auf die Existenz des betreffenden Gegenstandes mit sich bringe. Der Begriff der psychischen Distanz sei problematisch, weil jede ästhetische Erfahrung gerade durch die Anwesenheit einer Emotion, ein Gefallen oder ein Missfallen, gekennzeichnet sei. Außerdem habe nicht jedes Interesse an einer Sache um ihrer selbst willen einen ästhetischen Charakter (z. B. Beschäftigung mit Philosophie, Verfolgen eines Fußballspiels) und sei daher höchstens eine notwendige, aber keine hinreichende Bedingung für eine ästhetische Einstellung.
Angesichts der Schwierigkeiten, genauer zu bestimmen, was die Merkmale der ästhetischen Einstellung sind, wird daher von einigen Ästhetikern das Konzept einer speziellen ästhetischen Einstellung generell verworfen.

## Ästhetische Eigenschaften
| Position         | Sprachtyp                  | Referenz ästhetischer Aussagen                        |
| ---------------- | -------------------------- | ----------------------------------------------------- |
| Realismus        | Urteil                     | (supervenierende) ästhetische Eigenschaft des Objekts |
| Nonkognitivismus | Ausdruck einer Werthaltung | -                                                     |
| Subjektivismus   | Urteil                     | Wirkung auf den Sprecher                              |
| Naturalismus     | Urteil                     | nicht-ästhetische Eigenschaft des Objekts             |

Die Frage, ob es ästhetische Eigenschaften gibt und worin sie sich gegebenenfalls von anderen Eigenschaften unterscheiden, ist umstritten. Es lassen sich – analog zum Gebiet der Ethik – grob zwei Positionen unterscheiden, der ästhetische Realismus und der ästhetische Anti-Realismus.

### Ästhetische Urteile
Die Frage, ob es ästhetische Eigenschaften gibt, hängt eng zusammen mit der Frage nach der Bedeutung ästhetischer Urteile.
Ein ästhetisches Urteil ist ein Urteil (z. B. „dieses Bild ist schön“, „dieser Film ist langweilig“), das ein ästhetisches Prädikat enthält.
Entscheidend für die jeweilige Position bezüglich des Status ästhetischer Eigenschaften ist (1) die Frage, ob mit ästhetischen Werturteilen überhaupt ein Wahrheitsanspruch erhoben wird und (2) ob dieser nur dann eingelöst werden kann, wenn es ästhetische Werteigenschaften gibt.

### Ästhetischer Realismus
Der ästhetische Realismus behauptet, dass es ästhetische Eigenschaften gibt. Für diese Position sind ästhetische Werteigenschaften die „Wahrmacher“ ästhetischer Werturteile. Der ästhetische Realismus wird in verschiedenen Varianten vertreten. Am verbreitetsten ist die Auffassung, wonach es ästhetische Eigenschaften zwar gibt, diese aber abhängig sind von gewissen nicht-ästhetischen Eigenschaften. In der zeitgenössischen Philosophie wird diese Art der Abhängigkeit mit dem Terminus „Supervenienz“ bezeichnet. Ästhetische Eigenschaften supervenieren über anderen, in letzter Instanz nicht-ästhetischen Eigenschaften. Gegenstände mit denselben nicht-ästhetischen Eigenschaften haben notwendigerweise dieselben auch ästhetischen Eigenschaften, wobei aber umgekehrt Gegenstände mit denselben ästhetischen Eigenschaften nicht notwendigerweise auch dieselben nicht-ästhetischen Eigenschaften aufweisen müssen. Es sind dabei mehrstufige Fundierungs-Hierarchien möglich. Zum Beispiel könnte die Schönheit eines Gegenstandes fundiert sein durch die ästhetischen Eigenschaften Anmut und Harmonie, diese wiederum durch andere Eigenschaften, wobei an der Basis dieser Hierarchie nicht-ästhetische Eigenschaften sein müssen wie etwa bestimmte Struktur-Merkmale.

### Ästhetischer Anti-Realismus
Der ästhetische Anti-Realismus ist der Auffassung, dass es ästhetische Eigenschaften nicht gibt. Vertreter des ästhetischen Anti-Realismus bestreiten, dass ein Gegenstand zum Beispiel die Eigenschaft der Schönheit haben kann. Ästhetische Anti-Realisten bestreiten entweder die These, dass es wahre ästhetische Werturteile gibt oder sie leugnen, dass diesen ästhetische Eigenschaften entsprechen. Die Positionen, die die Existenz wahrer ästhetischer Werturteile bestreiten, unterscheiden sich hinsichtlich der Frage, wie scheinbare ästhetische Werturteile zu interpretieren sind. Für den Nonkognitivismus sind ästhetische „Werturteile“ keine echten Urteile, sondern nur Ausdruck von Werthaltungen. Ästhetische „Werturteile“ können daher auch nicht wahr oder falsch sein. So fällt z. B. nach nonkognitivistischer Interpretation der Sprecher des Satzes „Dieses Bild ist schön“  kein Urteil über das Bild, sondern drückt nur – wie in einem Bravo-Ruf – aus, dass ihm das Bild gefällt, verbunden eventuell mit einer Aufforderung an den Adressaten, die gleiche Werthaltung einzunehmen.
Für den Subjektivismus sind ästhetische Werturteile zwar Urteile, sie beziehen sich aber nicht auf intrinsische Eigenschaften von Gegenständen, sondern auf die Wirkungen, die sie auf uns ausüben und die mit ästhetischen Prädikaten beschrieben werden können. So ist nach dieser Auffassung zum Beispiel das Urteil „Dieses Bild ist schön“ kein Urteil über eine intrinsische Eigenschaft des Bildes, sondern über die ästhetischen Gefühle des Sprechers, die korrekter etwa mit dem Satz „Dieses Bild gefällt mir“ beschrieben werden müssten.
Auch für den Naturalismus sind ästhetische Werturteile wirkliche Urteile, die wahr oder falsch sein können; im Unterschied zum Subjektivismus beziehen diese sich aber nicht auf die Gefühle der urteilenden Person, sondern auf den wahrgenommenen Gegenstand selbst. Die ästhetischen Wertprädikate stehen aber – entgegen dem äußeren Anschein – nicht für ästhetische Werteigenschaften, sondern für natürliche Eigenschaften des Gegenstandes. Jedes ästhetische Prädikat kann, sofern es überhaupt irgendeinen Sinn hat, grundsätzlich durch ein natürliches Prädikat ersetzt werden.

## Kunstphilosophie
Einen der wichtigsten Teilbereiche der philosophischen Ästhetik ist die Philosophie der Kunst. Ihr Gegenstand sind die Kunstwerke. Die Kunstphilosophie fragt, um was für eine Art von Gegenständen es sich bei Kunstwerken handelt und was sie zu Kunstwerken macht.

### Ontologie des Kunstwerks

#### Kategoriensysteme
| \| \| \| \| \| Gegenstand \| \| \| \| \| \| \| \| \| \| \| \| \| \| \| \| \| \| \| \| \| \| \| \| \| \| \| \| \| \| \| \| \| \| \| \| \| \| \| \| \| \| \| \| \| \| \| \| \| \| \| \| \| \| \| \| \| \| \| \| \| \| \| \| \| \| \| \| \| \| \| \| \| \| \| \| \| \| \| \| \| \| \| \| \| \| \| \| \| materieller Gegenstand \| materieller Gegenstand \| materieller Gegenstand \| materieller Gegenstand \| materieller Gegenstand \| materieller Gegenstand \| \| \| nicht-materieller Gegenstand \| nicht-materieller Gegenstand \| nicht-materieller Gegenstand \| nicht-materieller Gegenstand \| nicht-materieller Gegenstand \| nicht-materieller Gegenstand \| \| \| \| \| \| \| \| \| \| \| \| \| \| \| \| \| \| materieller Gegenstand \| materieller Gegenstand \| materieller Gegenstand \| materieller Gegenstand \| materieller Gegenstand \| materieller Gegenstand \| \| \| nicht-materieller Gegenstand \| nicht-materieller Gegenstand \| nicht-materieller Gegenstand \| nicht-materieller Gegenstand \| nicht-materieller Gegenstand \| nicht-materieller Gegenstand \| \| \| \| \| \| \| \| \| \| \| \| \| \| \| \| \| \| \| \| \| \| \| \| \| \| \| \| \| \| \| \| \| \| \| \| \| \| \| \| \| \| \| \| \| \| \| \| \| \| \| \| \| psychischer Gegenstand \| psychischer Gegenstand \| psychischer Gegenstand \| psychischer Gegenstand \| psychischer Gegenstand \| psychischer Gegenstand \| \| \| abstrakter Gegenstand \| abstrakter Gegenstand \| abstrakter Gegenstand \| abstrakter Gegenstand \| abstrakter Gegenstand \| abstrakter Gegenstand \| \| \| \| \| \| \| \| \| \| \| \| \| |                        |                        |                        |                        |                        |                        |                        |                              |                              |                              |                              |                              |                              |                       |                       |                       |                       |  |  |  |  |  |  |  |  |  |  |  |  |
| |                        |                        |                        | Gegenstand             |                        |                        |                        |                              |                              |                              |                              |                              |                              |                       |                       |                       |                       |  |  |  |  |  |  |  |  |  |  |  |  |
| |                        |                        |                        |                        |                        |                        |                        |                              |                              |                              |                              |                              |                              |                       |                       |                       |                       |  |  |  |  |  |  |  |  |  |  |  |  |
| |                        |                        |                        |                        |                        |                        |                        |                              |                              |                              |                              |                              |                              |                       |                       |                       |                       |  |  |  |  |  |  |  |  |  |  |  |  |
| materieller Gegenstand | materieller Gegenstand | materieller Gegenstand | materieller Gegenstand | materieller Gegenstand | materieller Gegenstand |                        |                        | nicht-materieller Gegenstand | nicht-materieller Gegenstand | nicht-materieller Gegenstand | nicht-materieller Gegenstand | nicht-materieller Gegenstand | nicht-materieller Gegenstand |                       |                       |                       |                       |  |  |  |  |  |  |  |  |  |  |  |  |
| materieller Gegenstand | materieller Gegenstand | materieller Gegenstand | materieller Gegenstand | materieller Gegenstand | materieller Gegenstand |                        |                        | nicht-materieller Gegenstand | nicht-materieller Gegenstand | nicht-materieller Gegenstand | nicht-materieller Gegenstand | nicht-materieller Gegenstand | nicht-materieller Gegenstand |                       |                       |                       |                       |  |  |  |  |  |  |  |  |  |  |  |  |
| |                        |                        |                        |                        |                        |                        |                        |                              |                              |                              |                              |                              |                              |                       |                       |                       |                       |  |  |  |  |  |  |  |  |  |  |  |  |
| |                        |                        |                        | psychischer Gegenstand | psychischer Gegenstand | psychischer Gegenstand | psychischer Gegenstand | psychischer Gegenstand       | psychischer Gegenstand       |                              |                              | abstrakter Gegenstand        | abstrakter Gegenstand        | abstrakter Gegenstand | abstrakter Gegenstand | abstrakter Gegenstand | abstrakter Gegenstand |  |  |  |  |  |  |  |  |  |  |  |  |

Einer der wichtigsten Streitpunkte in der Ontologie des Kunstwerks ist die Frage, um welche Kategorie von Gegenständen es sich bei ihnen handelt.
Gegenstände können in verschiedene Kategoriensysteme eingeteilt werden. Eine sehr einfache Unterteilung ist die in materielle, psychische und abstrakte Gegenstände. Materielle Gegenstände sind alle gewöhnlichen raum-zeitlichen Dinge; sie können grundsätzlich mit den Sinnen wahrgenommen werden. Psychische Gegenstände sind alle Gegenstände, die sich „im Bewusstsein“ abspielen bzw. Teil des Bewusstseins sind (Vorstellungen, Überzeugungen, Urteile, Emotionen etc.). Sie haben eine zeitliche Struktur und sind nicht den Sinnen, aber vielfach der Introspektion zugänglich. Abstrakte Gegenstände (z. B. Zahlen – nach realistischer Interpretation) sind alle Gegenstände, die man nicht sinnlich wahrnehmen kann und nicht psychische Gegenstände sind. Sie sind nicht raum-zeitlich strukturiert und können weder durch sinnliche Wahrnehmung noch durch Introspektion, sondern nur durch den Verstand (im weitesten Sinn) erfasst werden.
Welche Arten von Gegenständen existieren, ist eines der beherrschenden Themen in der Philosophiegeschichte. Materialistische oder nominalistische Philosophen sind der Auffassung, dass ausschließlich materielle Gegenstände existieren. „Mentalisten“ erkennen an, dass es neben den materiellen Gegenständen auch noch psychische Gegenstände gibt, leugnen aber, dass abstrakte Gegenstände existieren. „Platoniker“ bzw. „Realisten“ schließlich behaupten, dass neben den materiellen und den psychischen Gegenständen auch noch abstrakte Gegenstände existieren.

#### Institutionstheorie

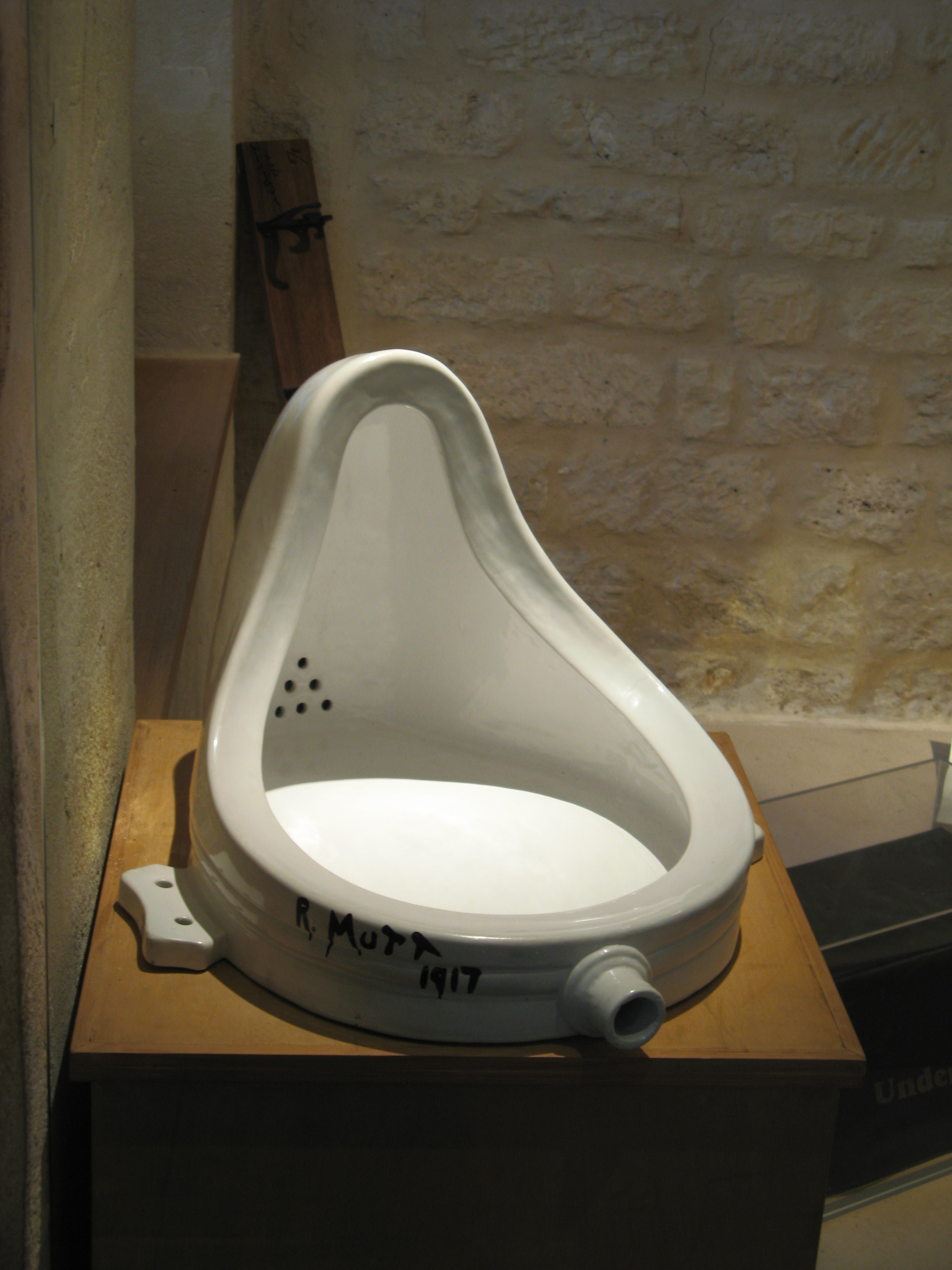
Erst durch die Institution der Kunstwelt wird Marcel Duchamps Urinal zu einem Kunstgegenstand